# Бромид карбонилрутения
Броми́д карбонѝлруте́ния — неорганическое соединение, 
карбонильный комплекс рутения с формулой Ru(CO)Br,
бесцветные кристаллы,
медленно разлагается водой.

## Получение
- Действие монооксида углерода на бромид рутения(III):

{\displaystyle {\mathsf {RuBr_{3}+CO\ {\xrightarrow {}}\ Ru(CO)Br+Br_{2}}}}

## Физические свойства
Бромид карбонилрутения образует бесцветные кристаллы, которые медленно разлагаются водой.

## Химические свойства
- Разлагается при нагревании:

{\displaystyle {\mathsf {Ru(CO)Br\ {\xrightarrow {200^{o}C}}\ Ru(CO)_{2}Br_{2}+Ru}}}